# Селище (Новогрудский район)
Се́лище (бел. Се́лішча) — деревня в Новогрудском районе Гродненской области Белоруссии. Входит в состав Брольникского сельсовета.

## География
Ближайшие населённые пункты Боярская, Клюковичи, Несутычи и др.

## Население

### Численность
- 2009 год — 43 человек

### Динамика
- 1999 год — 66 человек (перепись населения)
- 2009 год — 43 человек (перепись населения)[2]
- 2019 год — 23 человек (перепись населения)

## Известные лица
- Александр Николаевич Булыко (род. 1935) — белорусский филолог, член-корреспондент НАН Беларуси (1994).
- Александр Алексеевич Сазанович (род. 1949) — Заслуженный строитель Республики Беларусь (2009), Почётный гражданин г. Ошмяны (2014).